# Stadthaus (Mannheim)

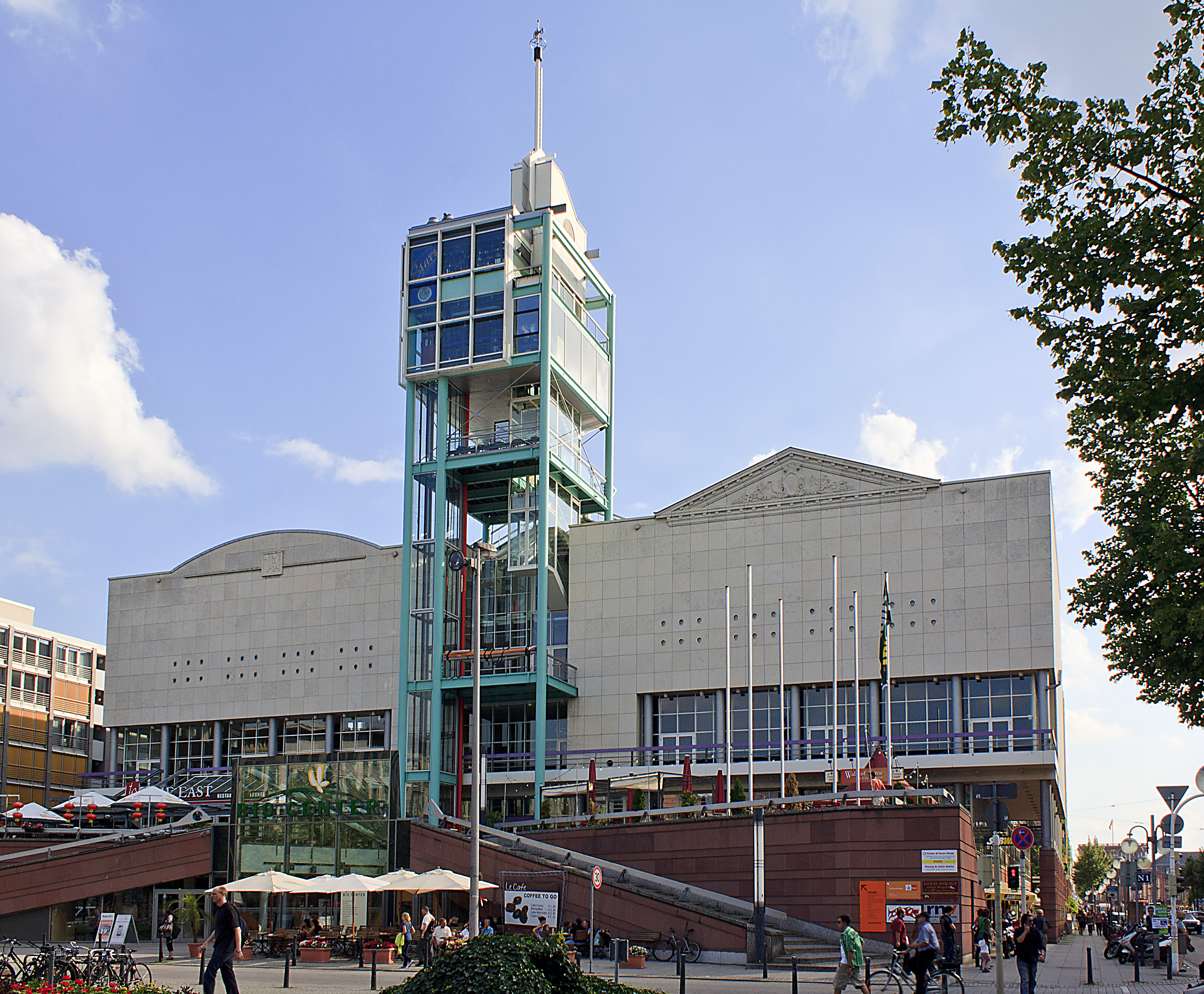
Das Stadthaus vom Paradeplatz aus gesehen

Das Stadthaus ist ein denkmalgeschütztes Mehrzweckgebäude in Mannheim. Es befindet sich im Quadrat N 1 am zentral gelegenen Paradeplatz in der Mannheimer Innenstadt. Der postmoderne Bau mit der für die Stadt typischen Mannheimer Symmetrie (Gebäude mit sogenannter Mittelturmfassade) entstand 1991 anstelle des im Zweiten Weltkrieg zerstörten Alten Kaufhauses.

## Geschichte

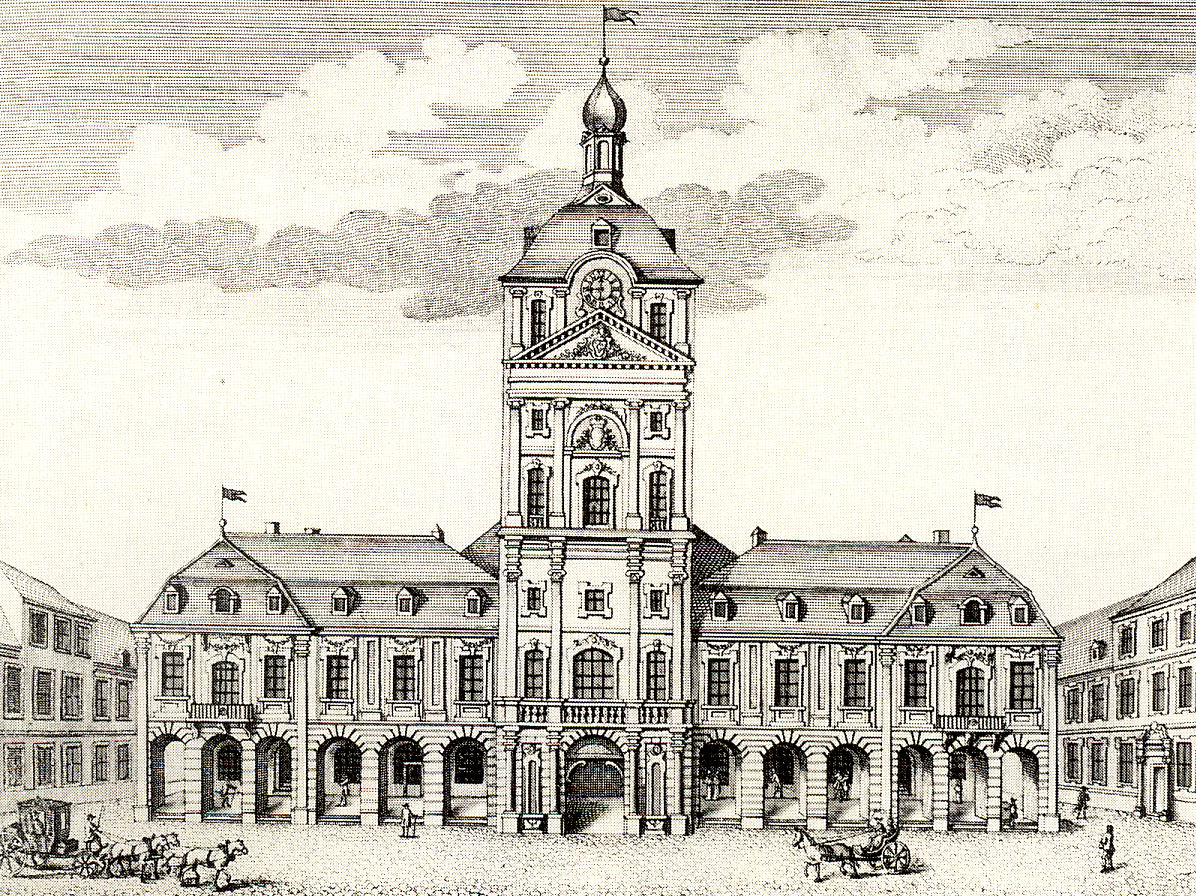
Altes Kaufhaus am Paradeplatz

Das heutige Stadthaus befindet sich am Standort des ehemaligen Alten Kaufhauses am Paradeplatz, das 1741 fertiggestellt wurde. Das „Alte Kaufhaus“ war ein barocker Prachtbau, mit Mittelturmfassade, der im Zweiten Weltkrieg schwer beschädigt wurde. Entgegen dem Namen wurde das Gebäude nur kurze Zeit als Kaufhaus genutzt. Schon seit dem 18. Jahrhundert waren staatliche Behörden hier angesiedelt. Ab 1903 befand sich das Gebäude im Besitz der Stadt Mannheim, die es nach einem Umbau durch Richard Perrey als Rathaus nutzte.

### Drei Architektenwettbewerbe
Vor dem Bau des Stadthauses wurden drei Wettbewerbe durchgeführt:
1. Den ersten Wettbewerb im Jahr 1960 gewann Roland Ostertag aus Leonberg. Ostertag schlug ein 14-stöckiges Hochhaus von 60 Metern Höhe mit vorgelagerten flachen Kuben vor. Als Ergebnis des Wettbewerbs wurden Turm und Reste der barocken Substanz abgebrochen. Doch 1967 führten Finanzierungsschwierigkeiten zur Einstellung der Bauarbeiten. Der Entwurf von Ostertag wurde später in Kaiserslautern als Rathaus realisiert.
2. Den zweiten Wettbewerb im Jahr 1978 gewann das Kölner Architektenehepaar Jan und Maria Matyas. Geplant war eine Blockbebauung mit einem trichterförmigen Einschnitt in der Längsachse an der Stelle, an der früher der Turm stand. Doch auch dieser Entwurf wurde nicht realisiert.
3. Den dritten Wettbewerb im Jahr 1986 gewannen die Mannheimer Architekten Carlfried Mutschler, Joachim Langner, Christine Mäurer und Ludwig Schwöbel. Sie entwarfen einen postmodernen Bau, der Bezug auf den barocken Vorgängerbau nimmt.

### Bürgerentscheid
Unüberhörbarer Protest seitens der Mannheimer Bürger führte im November 1986 zu einem Bürgerentscheid, der mit 83 Prozent eindeutig zugunsten eines Wiederaufbaus nach historischen Plänen und damit gegen Mutschlers Entwurf ausging. Da das erforderliche 30-Prozent-Quorum jedoch um 3,8 Prozentpunkte verpasst wurde, setzte sich Oberbürgermeister Widder über das Meinungsbild hinweg und erteilte der Realisierung des postmodernen Mutschlerbaus die Freigabe.

### Errichtung
Am 13. April 1991 wurde das Stadthaus eingeweiht.

### Umbau
Bis Mai 2008 wurde das Erdgeschoss mit einer Nutzfläche von 4.000 m² umgebaut und renoviert. Dabei wurde die Treppe im Zentrum entfernt und der Haupteingang erhielt ein großes Glasprisma, das für mehr Tageslicht im Innern sorgt. Die verwendeten Materialien sind ebenso wie die Energieversorgung ökologisch ausgerichtet. Weitere Umbauten folgten, unter anderem 2014 der Umbau des Bürgersaals.

### Eigentümerwechsel
Bis 2016 befand sich eine Hälfte des Stadthauses im Eigentum der Stadt Mannheim, die andere Hälfte gehörte der LBBW Immobilien und der SV Versicherung. Die privaten Anteile wurden 2016 von der Mannheimer Unternehmensgruppe Diringer & Scheidel übernommen. Die Stadt Mannheim behielt ihre Hälfte.

### Denkmalschutz
Nachdem Diringer & Scheidel die Hälfte der Eigentumsanteile des Stadthauses übernommen hatte, wurde nach einem neuen Konzept gesucht, der auch den Abriss des Gebäudes nicht ausschloss. Eine Untersuchung ergab im Jahr 2021, dass eine Sanierung nicht wirtschaftlich und zweckmäßig sei, auch hätten sich Nutzungsmix und bauliche Anordnung als nicht erfolgreich erwiesen. Der hohe Anteil an Verkehrsflächen mache den Betrieb unwirtschaftlich und es gebe Wasserschäden und Probleme mit der Haustechnik, so richtete ein Wasserschaden in der Zentralbibliothek im November 2022 große Schäden an. Kurz darauf wurde bekannt, dass das Landesdenkmalamt das Stadthaus als exemplarisches Bauwerk der Postmoderne als denkmalgeschützt einstufte.

## Architektur
Beherrschendes Motiv des Stadthauses ist der Mittelturm mit offener Stahlkonstruktion und gläsernem Fahrstuhlschacht, der zu einem Café im obersten Geschoss des Turmes führte. Der Turm ist aus Brandschutzgründen gesperrt.

## Nutzung

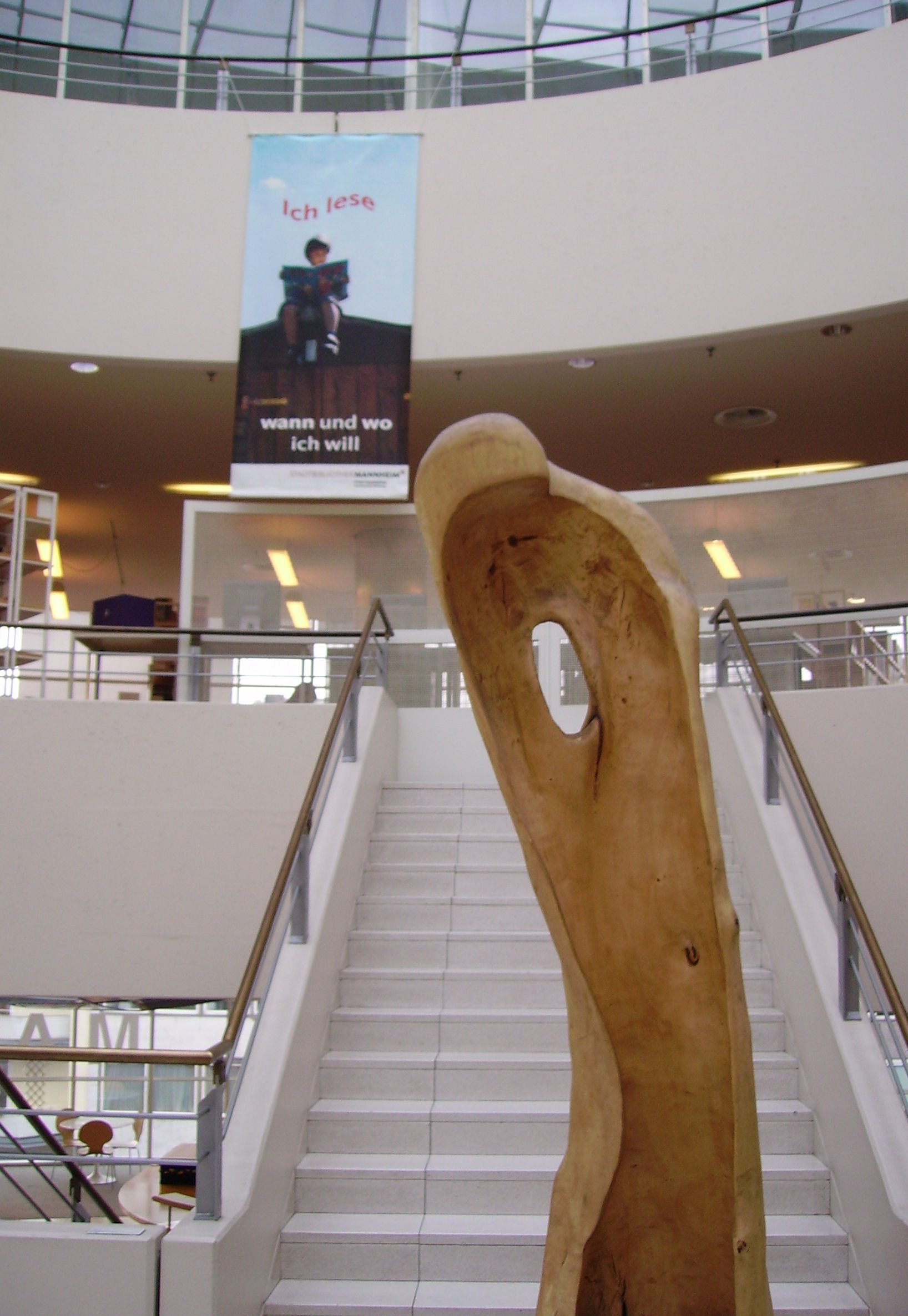
Aufgang zur Stadtbibliothek

Im Stadthaus ist die Stadtbibliothek Mannheim untergebracht. Daneben befindet sich dort der Ratssaal des Mannheimer Gemeinderats sowie ein Bürgersaal, der für Veranstaltungen zur Verfügung steht.
Im gläsernen Turm des Stadthauses befand sich seit 1994 das Turmcafé Cocktailbar Stars, das mit einem gläsernen Fahrstuhl über die Podiumsetage des Stadthauses zu erreichen war. Das Turmcafé wurde Ende August 2016 wegen Brandgefahr geschlossen.
Von 2008 bis 2010 befand sich im Erdgeschoss ein Bio-Center mit einem Bio-Supermarkt und den Bereichen Beauty & Health sowie Bio-Restaurant. Anstelle des Bio-Supermarkts eröffnete eine REWE-City-Filiale.
Vom 11. Mai 2013 bis 31. Mai 2014 hatte das Panoptikum Mannheim im 3. Obergeschoss seine Türen geöffnet. Auf über 1200 m² entstand Deutschlands größtes Wachsfigurenkabinett mit über 350 teils historischen Exponaten.
Seit dem 16. Mai 2014 befindet sich die Spielstätte des Oststadt Theaters im umgebauten Bürgersaal im 1. OG.
In den Monaten Oktober oder November dienen zwei Säle des Stadthauses dem jährlich stattfindenden Internationalen Filmfestival Mannheim-Heidelberg als Spielort für die ausländischen Newcomerfilme.
Insgesamt wurde für das Stadthaus bislang kein Nutzungskonzept gefunden, das vor allem im gewerblich genutzten Bereich dauerhaften Erfolg verspricht. Nachdem der Abriss durch den Denkmalschutz vereitelt wurde, ist ein attraktiver Neubau unmöglich geworden und das marode Gebäude steht vor einer ungewissen Zukunft.